# سكوت بلرين
سكوت بلرين هو لاعب هوكي الجليد كندي، ولد في 9 يناير 1970 في Shediac ‏ في كندا.

## وصلات خارجية
- سكوت بلرين على موقع دوري الهوكي الوطني (الإنجليزية)
- سكوت بلرين على موقع قاعة مشاهير الهوكي (لاعب أن.إتش.أل) (الإنجليزية)
- سكوت بلرين على موقع EliteProspects.com (الإنجليزية)
- سكوت بلرين على موقع HockeyDB.com (الإنجليزية)
- سكوت بلرين على موقع Hockey-Reference.com (الإنجليزية)
- سكوت بلرين على موقع قاعة نيو برونزويك للمشاهير الرياضية (الإنجليزية)